# Hour Peak
Der Hour Peak ist ein 2329 m  hoher Berg mit einer Schartenhöhe von 112 m in der kanadischen Provinz British Columbia.

## Geographie
Der Hour Peak liegt im Garibaldi Provincial Park und ist Teil der Garibaldi Ranges in den Coast Mountains. Er liegt 67 km nördlich von Vancouver und 1,35 km südöstlich des Isosceles Peak, seines nächsthöheren Nachbarn. Die Abflüsse der Niederschläge und das Schmelzwasser von der Südseite des Berges fließen in den Pitt River, die von der Nordseite in den Cheakamus Lake über den Isosceles Creek. Das Relief ist so gestaltet, dass der Gipfel 1630 m über den Pitt River in 3 km Entfernung aufragt.
| Isosceles Peak | Isosceles Glacier |            |
| Crosscut Ridge |                   |            |
| Mount Luxor    | Tutankhamen Peak  | Pitt River |

## Geschichte
Das Toponym des Berges wurde am 21. Juni 1978 vom Geographical Names Board of Canada offiziell anerkannt.

## Klima
In Bezug auf die Klimaklassifikation nach Köppen und Geiger herrscht am Hour Peak ein Westseiten-Seeklima. Die meisten Wetterfronten stammen vom Pazifik und bewegen sich ostwärts auf die Coast Mountains zu, wo sie durch die Berge zum  Aufsteigen (Windstau) gezwungen werden, was wiederum dazu führt, dass die enthaltene Feuchtigkeit in Form von Regen oder Schnee abgegeben wird. Im Ergebnis führt das zu hohen Niederschlägen in den Coast Mountains, insbesondere zu starken Schneefällen im Winter. Die Temperaturen können unter −20 °C fallen, unter Berücksichtigung von Windchill-Einfluss unter −30 °C. Dieses Klima nährt den Isosceles Glacier am Nordhang des Berges sowie namenlose Gletscher, die seinen Gipfel umgeben.